# Project CARS
Project CARS (nebo také Community Assisted Racing Simulator) je závodní hra, kterou vyvíjí Slightly Mad Studios. Plánované vydání hry pro Microsoft Windows, PlayStation 4 a Xbox One bylo určeno na duben 2015, hra vyšla 6. května 2015. Verze pro Wii U a SteamOS také vyšla v roce 2015. Project CARS bylo původně určeno pro PlayStation 3 a Xbox 360, ale po vydání novějších verzí těchto konzolí byl projekt zastaven. Počáteční investice pochází přímo od hráčů, bez pomoci klasického vydavatele hry. Členové dostávají speciální odznaky, které se odvíjejí podle toho, jakou částkou přispěli.

## Hra

### Hra obsahuje
Konečný produkt má zachycovat co nejvěrnější podobu reálného závodění. K vyčlenění od dosavadních lídrů závodní komunity, Gran Turismo a Forza Motorsport, Slightly Mad Studios míří k otevřenému světu, kde si lze vybrat svou cestu a obtížnost k úspěchu. Project CARS zahrne celý závodní víkend, začínající u testování, volných tréninků a kvalifikací k samotnému závodu, během kterých se bude dynamicky měnit počasí a světelné podmínky.

### Fyzické hodnoty
Hra přijala a zlepšila engine Madness, který byl součástí Need for Speed: Shift. Dnešní větší výkon počítačů umožňuje dokonalejší model opotřebení pneumatik "SETA", který je lepší než statický, dosud používaný model . K přizpůsobení kvality řidičů nabízí Slightly Mad Studios různé pomocníky, jako například ABS nebo automatické řazení. Hru je možné hrát s volantem i bez volantu.
K přiblížení se reálnému závodění se Slightly Mad Studios rozhodla navázat kontakt s profesionálními závodníky. Mezi ně patří bývalý Stig z televizní show Top Gear Ben Collins, mladší bratr závodníka Formule 1 Lewise Hamiltona Nicolas, který je šampionem Clio Cup a European Touring Car Cup. Dalším závodníkem je Oliver James Webb, bývalý závodník Formule Renault 3.5 a aktuálně vytrvalostní závodník ELMS.

### Obsah
Od 6. června 2014 je dostupných 67 aut a 52 tratí, mezi kterými je mj. Masarykův okruh v Brně. Další obsah by měl být k dostání formou DLC.

### Virtuální realita
Roku 2012 byla představena podpora pro 3D brýle Oculus Rift.